# Herb powiatu malborskiego

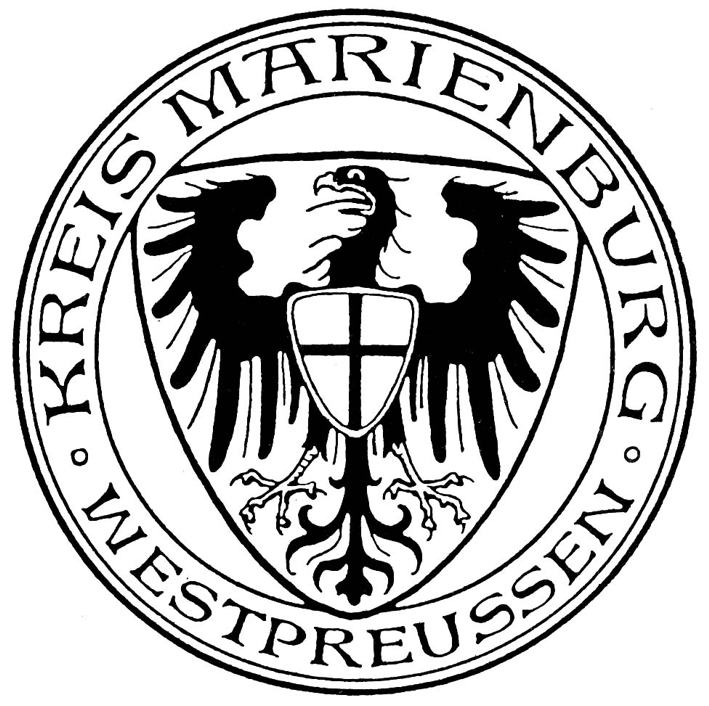
Przedwojenna pieczęć powiatu

Herb powiatu malborskiego – jeden z symboli powiatu malborskiego, ustanowiony 28 kwietnia 2000.

## Wygląd i symbolika
Herb przedstawia na tarczy w polu srebrnym postać czarnego orła mieczowego nad czerwonym murem blankowym. Nawiązuje on do tradycji heraldycznej regionu, czarny orzeł był symbolem Prus Królewskich, a mur blankowy to element herbu stolicy powiatu.